# 電影辯士
辯士（台語發音：piān-sū），在香港稱作解畫人或解畫員（俗稱解畫佬），是近代的一種職業，為電影即時口述旁白說明者，即專門替默片或外語片為現場觀眾即場口頭講解劇情，香港稱為解畫或解話。
辯士一詞源於日本「活動辯士」（日语：〔〕／ katsudō benshi；簡稱「活辯」），「活動辯士」為電影的舊稱「活動寫真」與「辯士」結合而來。韓國、台灣曾被日本統治，所以出現大量辯士，但在有聲電影出現後，默片逐漸消失，電影辯士也漸漸式微。
現代電影因為皆配有字幕或配音，辯士之職幾乎消失，香港與韓國都已沒有辯士存在，但日本尚有十幾位辯士仍在定期進行表演，台灣也有一兩位辯士仍在為默片進行解說。

## 日本現存電影辯士
- 澤登一門

澤登翠
片岡一郎
縁寿
山内菜々子
- 麻生一門

麻生八咫
麻生子八咫
- 東京

山田広野
坂本頼光
佐々木亜希子
山崎banira
- 大阪

井上陽一(於2021年過世)
大森久美子

## 臺灣
臺灣有辯士這一行業出現是在日治時期，該詞彙也是從日本傳入。另有「活辯」一詞，指「活動寫真的辯士」。在無聲電影（默片）盛行的時期，戲院會設有樂隊，並配有辯士說明劇情。除了戲院之外，巡迴映演時也會有辯士隨行。在有聲電影出現之後，該行業逐漸沒落，但因為語言問題所以1930年代臺灣仍有辯士一職。
臺灣早期的辯士不是由戲院員工充任，便是從日本本土招募。在1930年左右，臺灣有41位日籍辯士、19位臺籍辯士。此外當時要成為辯士必須通過各州警察課的考試，並確認沒有「思想問題」，之後才能獲得證書執業。
臺灣自60年代後，辯士幾乎消失殆盡，只有台語辯士陳錘鍾尚在從事辯士活動。2014年，國家電影資料館曾邀請亮軒擔任電影《戀愛與義務》辯士。2021年國家電影及視聽文化中心舉辦「致憤青．文協百年紀念影展」，邀請吳奕倫、鄭佳如擔任日本默片辯士。

## 臺灣現存電影辯士
- 台語辯士：陳錘鍾（於2019過世）、陳勇陞、康正宗、張宗榮

- 客語辯士：鍾喜棟

- 北京語辯士：吳奕倫、鄭佳如

## 日治時期台灣辯士
1. ↑  如詹天馬、王雲峰、黃梁夢、呂訴上等人[1]。

## 連結
- 電影辯士——上世紀的電影守護者，至今仍該存在的理由 （页面存档备份，存于）
- 被遺忘的行業 電影辯士
- 洋片在演啥 「辯士」同步說劇情 （页面存档备份，存于）
- 國道死亡車禍 電影國寶陳錘鐘不治! （页面存档备份，存于）
- 100年前，台灣人是這樣看電影的！「文協百年紀念影展」辯士場，帶你重回憤青覺醒年代 （页面存档备份，存于）